# Sedan (bil)
 For alternative betydninger, se Sedan. (Se også artikler, som begynder med Sedan)
Sedan betegner en biltype med konventionelt, lukket karrosseri med to eller fire sidedøre og A-, B- og C-stolper som bærer taget. A-stolper er stolperne, som går fra fronten af bilen og op til taget. B-stolper er stolperne, som går fra frontruden og op til bagruden. C-stolper er stolperne, som går fra bagruden og op til bagklappen. En sedan har desuden bagagerum med låg som er adskilt fra kupéen, ikke tophængslede døre m/vindue. Denne biltype er registreret til fire, fem eller seks personer. Enkelte sedaner kan have bagsæder der kan lægges ned så lange objekter, som ellers ikke kan være i bagagerummet, kan føres ind i kupéen fra åbningen bagtil.
Betegnelsen kommer fra fransk, og sedan var oprindelig betegnelsen på en lukket bærestol for flere personer, som man har antaget har sin oprindelse fra byen Sedan. På fransk hedder denne biltype dog "berline".